# Melba Liston
Melba Doretta Liston (Kansas City, Misuri; 3 de enero de 1926-Los Ángeles, California; 23 de abril de 1999) fue una trombonista, compositora y arreglista estadounidense de jazz. Reconocida por su habilidad como trombonista y su talento como arreglista, Liston fue la primera mujer trombonista en integrar una big band

## Vida y carrera
Nacida en Kansas City, Misuri, Liston comenzó a tocar el trombón desde temprana edad, a los siete años, y rápidamente demostró un talento excepcional en el instrumento, primeramente como autodidacta, pero luego decide tomar clases. A lo largo de su carrera, trabajó con algunas de las figuras más destacadas del jazz, incluidos Dizzy Gillespie, Count Basie, Quincy Jones, Randy Weston, entre otros.
Liston fue una considerada una pionera en un mundo dominado por hombres, destacando tanto por su virtuosismo como por su creatividad como arreglista. Su capacidad para crear arreglos innovadores y su habilidad para adaptarse a una variedad de estilos musicales la convirtieron en una figura muy respetada en la industria del jazz.
A lo largo de su carrera, Liston también se desempeñó como docente, enseñando y compartiendo su conocimiento con jóvenes músicos en varias instituciones educativas, incluida la Universidad de California en Los Ángeles.

## Legado
El legado de Melba Liston perdura a través de su música y su influencia en generaciones posteriores de músicos de jazz. Su trabajo como trombonista, compositora y arreglista ha dejado una marca indeleble en la historia del jazz, y su papel como una de las pocas mujeres destacadas en el género ha inspirado a muchos.
En reconocimiento a su contribución al mundo del jazz, Liston fue honrada con numerosos premios y reconocimientos a lo largo de su carrera, incluido el premio «Jazz Masters» del Fondo Nacional para los Artes en 1987.Melba Liston falleció el 23 de abril de 1999 en Los Ángeles, luego de varias complicaciones de salud que incluso había paralizado parte de su cuerpo.